# Sandra Sade
Pour les articles homonymes, voir Sade.
Sandra Sade (en hébreu סנדרה שדה ; née le 28 octobre 1949 à Miercurea Ciuc) est une actrice israélienne de cinéma, de télévision et de théâtre.

## Biographie
Sandra Sade naît le 28 octobre 1949, en Roumanie.
Comme beaucoup de Juifs roumains[réf. nécessaire], elle quitte le pays dans les années 1960.
Sans connaître la langue locale et sans amis ni connaissances à Tel Aviv, elle devient au fil des ans l'actrice israélienne la plus populaire.
Elle est actrice de théâtre sur scène pendant au moins huit ans.
Parmi les fims où elle a joué, on peut citer Frozen Days (2007) et The Cakemaker (2017).
Son mari, Moni Moshonov, est l'un des acteurs israéliens les plus appréciés. Le couple a un garçon et une fille.

## Filmographie
- 2007 : Frozen Days
- 2017 : The Cakemaker